# Saraikandi
Saraikandi är ett underdistrikt i Bangladesh. Det ligger i den centrala delen av landet, 150 km nordväst om huvudstaden Dhaka.
Runt Saraikandi är det tätbefolkat, med 947 invånare per kvadratkilometer.